# 20-й окремий батальйон радіоелектронної боротьби (України)
20-й окремий батальйон радіоелектронної боротьби (20 ОБ РЕБ, в/ч А1262) — формування військ радіоелектронної боротьби Збройних сил України.

## Історія
Частину було створено 27 вересня 2013 року.
З початку проведення антитерористичної операції на сході країни особовий склад батальйону брав активну участь у відновленні територіальної цілісності та незалежності України.
Військовослужбовці частини в складі маневрових груп (2014-2015 рр.) та цілими підрозділами (2016-2018 рр.) постійно виконували бойової завдання із захисту Батьківщини.
За особисту мужність, високий професіоналізм, проявлені під час виконання завдань за призначенням на сході країни військовослужбовців батальйону було нагороджено відзнаками Президента України, Міністра оборони України, начальника Генерального штабу – Головнокомандувача Збройних Сил України, командувача Сухопутних військ Збройних сил України. 
1 листопада 2018 року батальйон зазнав першої втрати — під час обстрілу з великокаліберних кулеметів та стрілецької зброї опорного пункту ЗСУ поблизу смт Зайцеве був смертельно поранений старший солдат Ігор Гончаренко.